# Борша (Словаччина)
Борша (словац. Borša, угор. Borsi) — село в Словаччині в Требішовському окрузі Кошицького краю. Село розташоване на висоті 102 м над рівнем моря. Населення — 1240 чол. (2005). Переважна більшість населення — угорці. Історично — частина Земпліна. Вперше згадується в 1214 році. В селі є бібліотека та футбольне поле.

## Населення
| Рік:            | 1994. | 2004.   | 2014.   | 2024.   |
| --------------- | ----- | ------- | ------- | ------- |
| Кількість осіб: | 1380  | 1253    | 1183    | 1119    |
| Різниця:        |       | -9,20 % | -5,58 % | -5,40 % |

| Рік:            | 2023. | 2024.   |
| --------------- | ----- | ------- |
| Кількість осіб: | 1129  | 1119    |
| Різниця:        |       | -0,88 % |

## Відомі люди
У селі народився керівник антигабсбурзької національно-визвольної війни угорського народу Ференц ІІ Ракоці.